# Mikko Savola
Mikko Tapio Savola (ur. 29 listopada 1981 w Ähtäri) – fiński polityk, przedsiębiorca rolny i samorządowiec, poseł do Eduskunty, w 2023 minister obrony.

## Życiorys
Absolwent ekonomiki handlu na uczelni PIRAMK (2005), z zawodu przedsiębiorca rolny. Zaangażował się w działalność polityczną w ramach Partii Centrum, obejmował różne funkcje w strukturze tego ugrupowanie. Od 2001 wybierany na radnego miejskiego w Ähtäri. W 2005 wszedł w skład władz miejskich, w latach 2009–2011 był przewodniczącym rady miejskiej. W 2011 po raz pierwszy został deputowanym do Eduskunty. Mandat poselski odnawiał w wyborach w 2015, 2019 i 2023.
W styczniu 2023 objął urząd ministra obrony w rządzie Sanny Marin, zastępując Anttiego Kaikkonena (który odszedł czasowo z gabinetu w związku z urlopem rodzicielskim). Funkcję tę pełnił do końca lutego tegoż roku, gdy na stanowisko ministra powrócił jego poprzednik.